# 國立臺灣大學大煙囪

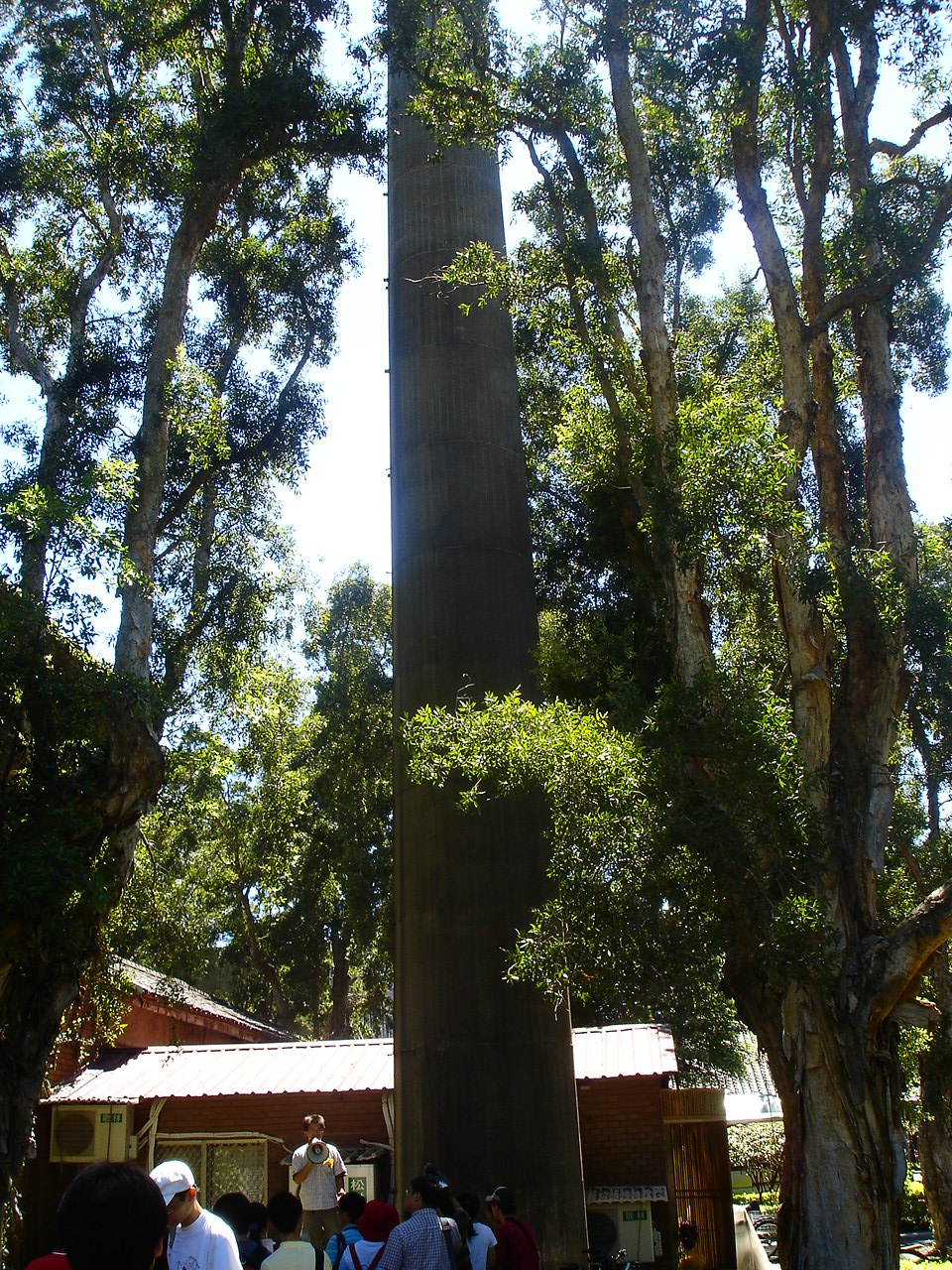
臺大大煙囪

國立臺灣大學的大煙囪位於校園內農化新館旁。臺灣日治時期的製糖產業發達，而在製糖過程中需要蒸氣作為動力，因此常可見高大煙囪的佇立。臺大大煙囪設立於台大農林學校時期，為農業化學相關科系實驗工廠的建設，搭配鍋爐燃燒產生的熱，進行醱酵實驗。第二次世界大戰期間，臺北帝大的馬場教授成功地分離出馬場菌，可將製糖過程留下的蔗渣，經過發酵作用後直接生成酒精，作為替代燃料使用，舒緩了盟軍對於臺灣島的封鎖。

## 數據
高度：（以仰角85度估算）約20m